# Acantholimon artosense
Acantholimon artosense är en triftväxtart som beskrevs av Doan och Akaydn. Acantholimon artosense ingår i släktet Acantholimon och familjen triftväxter. Inga underarter finns listade i Catalogue of Life.